# Golden League FIAF 2000
La Golden League FIAF 2000 è stato il massimo livello del campionato italiano di football americano disputato nel 2000. È stata organizzata dalla Federazione Italiana American Football.
Al campionato hanno preso parte 13 squadre, suddivise in 2 Conference, che si differenziavano per il fatto che nella American, a differenza che della Italian, erano ammessi gli stranieri. La Italian Conference era ulteriormente suddivisa in 3 Division su base geografica.

## Regular season

### American Conference
| Pos. | Squadra           | %V    | G | V | P | PF  | PS  |
| ---- | ----------------- | ----- | - | - | - | --- | --- |
| 1    | Lions Bergamo     | 1.000 | 8 | 8 | 0 | 269 | 64  |
| 2    | Cardinals Palermo | .500  | 8 | 4 | 4 | 151 | 145 |
| 3    | Dolphins Ancona   | .500  | 8 | 4 | 4 | 134 | 166 |
| 4    | Giants Bolzano    | .375  | 8 | 3 | 5 | 178 | 165 |

### Italian Conference

#### Central Division
| Pos. | Squadra         | %V   | G | V | P | PF  | PS  |
| ---- | --------------- | ---- | - | - | - | --- | --- |
| 1    | Virtus Bologna  | .667 | 9 | 6 | 3 | 149 | 101 |
| 2    | Marines Ostia   | .444 | 9 | 4 | 5 | 155 | 146 |
| 3    | Condor Grosseto | .286 | 7 | 2 | 5 | 57  | 174 |

#### East Division
| Pos. | Squadra            | %V   | G | V | P | PF  | PS  |
| ---- | ------------------ | ---- | - | - | - | --- | --- |
| 1    | Hogs Reggio Emilia | .667 | 9 | 6 | 3 | 219 | 157 |
| 2    | Aquile Ferrara     | .286 | 7 | 2 | 5 | 94  | 126 |
| 3    | Bengals Brescia    | .286 | 7 | 2 | 5 | 78  | 119 |

#### West Division
| Pos. | Squadra        | %V   | G | V | P | PF  | PS  |
| ---- | -------------- | ---- | - | - | - | --- | --- |
| 1    | Falcons Milano | .556 | 9 | 5 | 4 | 114 | 128 |
| 2    | Tigers Torino  | .571 | 7 | 4 | 3 | 105 | 98  |
| 3    | Blacks Torino  | .167 | 6 | 1 | 5 | 47  | 161 |

## Playoff
|  | Quarti di finale | Quarti di finale   | Quarti di finale   |                |    | Semifinali     | Semifinali | Semifinali |  |  | XX Superbowl | XX Superbowl  | XX Superbowl |
|  |                  |                    |                    |                |    |                |            |            |  |  |              |               |              |
|  | 1                | Lions Bergamo      | 40                 |                |    |                |            |            |  |  |              |               |              |
|  | 8                | Marines Ostia      | 0                  |                |    |                |            |            |  |  |              |               |              |
|  | 8                | Marines Ostia      | 0                  |                |    | Lions Bergamo  | 42         |            |  |  |              |               |              |
|  |                  |                    |                    |                |    | Lions Bergamo  | 42         |            |  |  |              |               |              |
|  |                  |                    | Cardinals Palermo  | 28             |    |                |            |            |  |  |              |               |              |
|  | 4                | Dolphins Ancona    | Cardinals Palermo  | 28             | 0  |                |            |            |  |  |              |               |              |
|  | 4                | Dolphins Ancona    |                    |                | 0  |                |            |            |  |  |              |               |              |
|  | 5                | Cardinals Palermo  | 8                  |                |    |                |            |            |  |  |              |               |              |
|  |                  |                    |                    |                |    |                |            |            |  |  |              | Lions Bergamo | 49           |
|  |                  |                    |                    | Giants Bolzano | 27 |                |            |            |  |  |              |               |              |
|  | 3                | Hogs Reggio Emilia | 20                 |                |    |                |            |            |  |  |              |               |              |
|  | 6                | Falcons Milano     | 13                 |                |    |                |            |            |  |  |              |               |              |
|  | 6                | Falcons Milano     | 13                 |                |    | Giants Bolzano | 34         |            |  |  |              |               |              |
|  |                  |                    |                    |                |    | Giants Bolzano | 34         |            |  |  |              |               |              |
|  |                  |                    | Hogs Reggio Emilia | 0              |    |                |            |            |  |  |              |               |              |
|  | 2                | Virtus Bologna     | Hogs Reggio Emilia | 0              | 0  |                |            |            |  |  |              |               |              |
|  | 2                | Virtus Bologna     |                    |                | 0  |                |            |            |  |  |              |               |              |
|  | 7                | Giants Bolzano     | 26                 |                |    |                |            |            |  |  |              |               |              |

### XX Superbowl
Il XX Superbowl italiano si è disputato l'8 luglio 2000 al Velodromo Vigorelli di Milano, ed ha visto i Lions Bergamo superare i Giants Bolzano per 49 a 27.
Il titolo di MVP della partita è stato assegnato a Tyrone Rush, runningback dei Lions (311 yard, record
del Superbowl, in 12 corse e 4 mete).
A Bernhard Mair è andato il premio di miglior giocatore italiano della gara..

## Verdetti
- Lions Bergamo campioni d'Italia 2000 e qualificati all'Eurobowl 2001.